# SN 2011fe
SN 2011fe, inicialmente denominada PTF 11kly, es una supernova de tipo Ia visible desde nuestro planeta debido a su alta energía. Es una de las supernovas descubiertas más rápidamente después de su ignición y también una de las más cercanas que se hayan visto en décadas, por lo que el equipo que la descubrió espera que se convierta en la supernova más estudiada hasta ahora.
Fue descubierta por el Palomar Transient Factory (PTF) survey en la noche del 24 de agosto de 2011 durante una revisión automática de las imágenes de la galaxia Messier 101 capturadas en las noches del 22 y 23 agosto.
La estrella progenitora, una enana blanca, está localizada en uno de los brazos espirales de la galaxia del Molinete, situada a unos 21 millones de años luz de la Tierra.
Fue detectada por primera vez próxima al inicio de la explosión de supernova, cuando era aproximadamente 1 millón de veces más débil que el objeto más débil visible a simple vista.
En noches sucesivas fue subiendo rápidamente de brillo, hasta estacionarse en torno a la magnitud 10 hacia el día 8 de septiembre, momento en el cual brillaba tanto como 2500 millones de soles, siendo visible con telescopios pequeños.
Desde España fue visualizada por primera vez en la noche del 25 de agosto, apenas veinticuatro horas después de su explosión, lo que permitió obtener una completa curva de luz del evento: en sucesivas noches se obtuvieron mediciones fotométricas y espectros que confirmaron su tipo (Ia).

## Enlaces
Curva de luz de la supernova en la AAVSO (enlace roto disponible en Internet Archive; véase el historial, la primera versión y la última).
Magnitudes de la supernova noche a noche (AAVSO)
- Datos: Q1782305
- Multimedia: SN 2011fe / Q1782305